# Into the Badlands
Into the Badlands è una serie televisiva statunitense in onda sulla rete AMC dal 15 novembre 2015.
L'8 marzo 2016, AMC ha rinnovato la serie per una seconda stagione, composta da 10 episodi e trasmessa dal 19 marzo 2017.
Il 25 aprile 2017 la serie viene rinnovata per la terza stagione, composta da 16 episodi, in onda nel 2018. Il 9 febbraio 2019, AMC ha cancellato la serie dopo tre stagioni.

## Trama
(Dall'introduzione, narrata da M.K., interpretato da Aramis Knight)
In un futuro post-apocalittico, otto baroni si impossessano di altrettanti territori formando così le Badlands. Per accentrare il potere nelle loro mani i baroni proibiscono il possesso di armi, tranne che al proprio esercito privato, i falciatori, mentre tutti gli altri sono servitori del proprio barone. In questo sistema feudale e violento le guerre sono frequenti e il titolo di barone è spesso preso con la violenza. 
Sunny, il più forte guerriero del barone Quinn, coltivatore di papaveri da oppio, libera un ragazzo prigioniero dei nomadi e scopre che il ragazzo, M.K., possiede un oscuro potere, che lo trasforma in un mostro in grado di uccidere con estrema facilità e forza, e che per questo è voluto dalla Vedova, una baronessa che ha un esercito di sole donne e che sembra quasi disprezzare il genere maschile. 
M.K., che non sa da dove viene, sta cercando la madre che gli ha donato un ciondolo con uno strano disegno, uguale a un disegno sulla bussola che Sunny ha con sé dalla nascita. I due, legati da questo simbolo, e dal desiderio di fuggire dalle Badlands, la fidanzata di Sunny è infatti incinta ma lui, essendo un falciatore, non può avere una famiglia e, desideroso di salvare sia la madre sia il bimbo, vede nella fuga l'unica soluzione.

## Episodi
| Stagione         | Episodi | Prima TV USA | Prima TV Italia |
| ---------------- | ------- | ------------ | --------------- |
| Prima stagione   | 6       | 2015         | 2016            |
| Seconda stagione | 10      | 2017         | 2017            |
| Terza stagione   | 16      | 2018-2019    | 2018-2019       |

## Personaggi e interpreti

### Principali
- Sunny/Sanzo (stagioni 1-3), interpretato da Daniel Wu, doppiato da Riccardo Scarafoni.
Guerriero del più potente Barone delle Badlands, Quinn. Uomo di dure convinzioni, è il più fedele servitore di Quinn. Esperto di armi e di arti marziali, è considerato il più pericoloso guerriero delle Badlands.
- Lydia (stagioni 1-3), interpretata da Orla Brady, doppiata da Chiara Colizzi.
Prima moglie di Quinn e la sua più critica e fedele seguace.
- Jade (stagioni 1-2), interpretata da Sarah Bolger, doppiata da Valentina Favazza.
Futura terza moglie di Quinn ambiziosa e tenace.
- M.K. (stagioni 1-3), interpretato da Aramis Knight, doppiato da Leonardo Caneva.
Giovane ragazzo che possiede il "Dono", una potente forza oscura interiore, che la Vedova vorrebbe utilizzare come arma.
- Minerva "la Vedova" (stagioni 1-3), interpretata da Emily Beecham, doppiata da Chiara Gioncardi.
Baronessa delle Badlands, il cui territorio è una piattaforma petrolifera. Esperta combattente e spadaccina, ha adottato come suo simbolo baronale una farfalla bianca mostrata su bandiera mezza nera e mezza celeste. Viene rappresentata come trasformazione di potere e reticenza.
- Ryder (stagioni 1-2), interpretato da Oliver Stark, doppiato da Emiliano Coltorti.
Figlio di Quinn e suo successore.
- Veil (stagioni 1-2), interpretata da Madeleine Mantock, doppiata da Letizia Scifoni.
Dottoressa che ha una relazione segreta con Sunny.
- Matilda, "Tilda" (stagioni 1-3), interpretata da Ally Ioannides, doppiata da Margherita De Risi.
Figlia adottiva della Vedova e giovane assassina specializzata nell'utilizzo degli Shuriken, nonché sua futura reggente.
- Quinn (stagioni 1-2), interpretato da Marton Csokas, doppiato da Roberto Draghetti.
Barone primario delle Badlands. Il suo simbolo baronale è un armadillo bianco mostrato su una bandiera rossa. Il suo territorio produce papaveri per oppio.
- Bajie (stagioni 2-3), interpretato da Nick Frost, doppiato da Alberto Angrisano.
Prigioniero nella comunità schiavista in cui Sunny finisce e con la quale stringe un'inaspettata alleanza.
- Pellegrino/Taurin (stagione 3), interpretato da Babou Ceesay, doppiato da Massimo De Ambrosis.
Descrive se stesso come "Figlio di Azra". È il capo dei Totemist, adoratori del culto per la risurrezione di Azra. Può controllare chiunque abbia il Dono, inclusi Nix, Castor e M.K.
- Cressida (stagione 3), interpretata da Lorraine Toussaint, doppiata da Sonia Scotti.
Alta sacerdotessa di Pellegrino e sua seguace.
- Nix (stagione 3), interpretata da Ella-Rae Smith.
Membro dei seguaci di Pellegrino che possiede il Dono. È molto amica di Castor.
- Nathaniel Moon (guest stagione 2, stagione 3), interpretato da Sherman Augustus, doppiato da Dario Oppido.
Leggendario guerriero, conosciuto come "Silver Moon", che ha lasciato le Badlands per non farvi più ritorno. Dopo aver perso contro Sunny, vuole essere ucciso ma perde una mano.

### Ricorrenti
- Ringo, interpretato da Yohance Myles.
Artista dei tatuaggi dei guerrieri che crea i suoi segni mortali sui loro corpi.
- Bale, interpretato da Benjamin Papac.
Giovane guerriero che diventa amico di M.K.
- Petri, interpretato da Mike Seal.
Uno dei guerrieri di Quinn.
- Waldo (stagioni 1-2), interpretato da Stephen Lang.
Guerriero sulla sedia a rotelle, ex reggente e maestro di Sunny.
- Angelica (stagione 1), interpretata da Teressa Liane.
Una prostituta spia fedele alla Vedova.
- Zypher, interpretata da Ellen Hollman.
Guerriera del Barone Jacobee che ha avuto una relazione con Sunny.
- Barone Jacobee (stagione 1), interpretato da Edi Gathegi.
Barone che ha un'alleanza con Quinn. Il suo simbolo baronale sono due picconi incrociati su sfondo verde.
- Re del fiume, interpretato da Lance E. Nichols.
Importatore di beni materiali e venditore di schiavi lungo le Badlands.
- Penrith (stagioni 1-2), interpretato da Lance Henriksen.
Un prete altolocato che si scopre essere il padre di Lydia.
- L'ingegnere (stagione 2), interpretato da Stephen Walters.
Capo dei minatori di Bordeaux.
- Il Maestro, interpretato da Chipo Chung.
Capo degli Abati, campo di allenamento dove si trova M.K., cui insegna a controllare le sue abilità.
- Odessa (stagioni 2-3), interpretata da Maddison Jaizani, doppiata da Antilena Nicolizas.
Prostituta al servizio degli uomini di Quinn; viene liberata dalla Vedova dopo l'assalto per riconquistare i pozzi petroliferi occupati da Rider. Successivamente addestrata per diventare un membro delle "Farfalle", tra lei e Tilda nascerà una relazione.
- Baronessa Juliet Chau (stagioni 2-3), interpretata da Eleanor Matsuura.
Il maggior fornitore di schiavi nelle Badlands, che ha una forte e radiata rivalità con la Vedova. Ha adottato una volpe come simbolo baronale, di colore nero su uno stendardo color crema. Il suo colore è principalmente il bianco.
- Barone Hassan (stagione 2), interpretato da Alan Wai.
Ha votato contro il baronato della Vedova al conclave. Come suo simbolo baronale ha adottato un pavone di colore giallo oro su uno stendardo viola. Il suo territorio produce seta.
- Barone Broadmore (stagione 2), interpretato da Jonathan Ryan.
Anche lui ha votato per l'esilio della Vedova durante il conclave. Il suo simbolo baronale sono due narvali, con le zanne incrociate, di colore bianco su uno stendardo color blu marino.
- Barone Rojas (stagione 2), interpretato da Ivo Canelas.
Ha votato a favore dell'esilio della Vedova durante il conclave. Come suo simbolo baronale ha adottato una cavalletta di colore verde su uno stendardo nero.
- Castor (stagione 3), interpretato da Dean-Charles Chapman.
Membro dei seguaci di Pellegrino che possiede il Dono. È molto amico di Nix.
- Gaius Chau (stagione 3), interpretato da Lewis Tan.
Fratello di Juliet Chau che ha condiviso la sua infanzia con Minerva.
- Otto (stagione 3), interpretato da Wayne Gordon.
Un reggente del barone Chau.